# Bernadette Lyra
Maria Bernadette Cunha de Lyra (Conceição da Barra, 21 de outubro de 1938) é uma escritora e professora universitária brasileira.
É filha de Álvaro Lyra e de Maria das Dores Lyra. Licenciada em Letras pela UFES, é doutora em Artes/Cinema pela ECA/USP e pós-doutora pela Universidade René Descartes, Sorbonne - França, 1989.
É escritora e professora universitária, nas áreas de literatura e cinema. Foi secretária de Cultura no Espírito Santo. Tem trabalhos publicados em revistas e jornais de todo o país.

## Obras
- As Contas no Canto (contos), 1981
- O Jardim das Delícias (contos), 1983
- Corações de Cristal ou A Vida secreta das Enceradeiras (contos), 1984
- Aqui começa a dança (novela), 1985
- A Panelinha de Breu (romance) Ed. Estação Liberdade, recriação parodística da lenda capixaba surgida a partir da história de Maria Ortiz, 1992
- Memória das Ruínas de Creta, 1997
- Tormentos Ocasionais, 1998
- Tradução de Aden, Arábia, de Paul Nizan
- A Nave Extraviada (não-ficção), 1995
- O Parque das Felicidades (contos), 2009
- A Capitoa (romance). 2014.
- Fotogramas do Brasil; As chanchadas ( não-ficção) 2014.
- Água Salobra (crônicas) 2017.
- O Jogo dos Filme (não-ficção) 2018.
- Ulpiana (romance) 2019.
- Guananira (crônicas) 2019.

Participação em antologias
- Cariocas de todos os contos, 1987
- As melhores contistas do Brasil - Holanda, 1991
- Um jato na contramão - Buñuel no México, 1993
- Urdiduras de sigilos - ensaios sobre o cinema de Almodóvar, 1996
- Corpo e Sentido - a escuta do sensível, 1996
- Antologia de Escritoras Capixabas, de Francisco Aurélio Ribeiro, 1998
- Poetas do Espírito Santo - Fundação Cultural do Espírito Santo, 1974
- Cinema de Bordas 1 (não-ficção), 2006
- Cinema de Bordas 2 (não-ficção), 2008
- Cinema de Bordas 3 (não-ficção), 2012
- Sem a Loucura não dá - A poesia de Sérgio Sampaio em prosa, 2017